# Lichterkette (Demonstration)

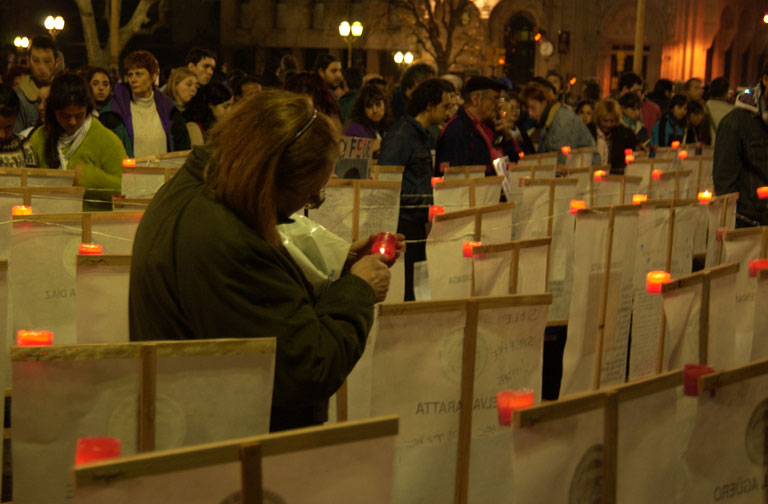
Vorbereitung einer Lichterkette

Die Lichterkette (auch Menschenlichterkette, englisch candlelight vigil, candlelight rally oder candlelight protest) ist eine friedliche Demonstrationsform, bei der Teilnehmende eine brennende Kerze oder eine andere Lichtquelle in der Hand halten. Die Teilnehmenden bilden häufig nebeneinander stehend eine Menschenkette. Lichterketten werden üblicherweise schweigend durchgeführt, unter Verzicht auf besondere politische Aussagen, an deren Stelle das Licht als Symbol einer umfassenden Friedensbotschaft tritt. Verwandt sind Lichteraktionen anderer Art, bei denen Bürger zu einem verabredeten Zeitpunkt zum Beispiel eine brennende Kerze oder Lampe ins Fenster stellen.

## Deutschland

### Deutsche Demokratische Republik
In der DDR bediente sich die Opposition einer als „Kerzendemonstration“ oder „Kerzendemo“ bezeichneten Protestform. So demonstrierten am 8. November 1983 in Leipzig 20 bis 30 Personen vor dem Kino Capitol in der Petersstraße und entzündeten dort Kerzen, unter anderem um gegen die Stationierung sowjetischer Raketen in der DDR zu protestieren. Polizei und Staatssicherheit nahmen die Teilnehmenden innerhalb weniger Minuten fest; ein Leipziger Gericht verhängte Gefängnisstrafen von bis zu zwei Jahren wegen „Rowdytums“. Diese Demonstration sowie das brutale Eingreifen der Staatsmacht wurden als Zäsur und Meilenstein in der Geschichte der oppositionellen Bewegungen in den 1980er Jahren in Leipzig bezeichnet. Die Montagsdemonstrationen 1989/1990 der DDR-Bürgerrechtsbewegung im Verlauf der Friedlichen Revolution wurden häufig als Kerzendemonstrationen durchgeführt. Im Museum in der Runden Ecke wird etwa eine abgebrannte Kerze der Montagsdemonstration vom 18. Dezember 1989 in Leipzig als Exponat gezeigt. Im Vorfeld der Deutschen Wiedervereinigung bildeten am Sonntag, dem 3. Dezember 1989, bis zu 2.000.000 Menschen durch die gesamte DDR entlang der Landstraßen Menschenketten teilweise in Form von Lichterketten unter dem Motto „Ein Licht für unser Land“ und „Das Gefühl der Gemeinsamkeit und der gemeinsamen Ziele ist noch wach“.

### Bundesrepublik vor 1989
Lichterketten wurden in den Achtzigerjahren des 20. Jahrhunderts von der westdeutschen Friedensbewegung als Protestform eingesetzt. So bildeten beispielsweise am 12. Dezember 1983 10.000 Menschen eine Lichterkette zwischen Duisburg und Dortmund, um gegen die Nachrüstung zu protestieren.

### Nach der Wiedervereinigung
Anfang der Neunzigerjahre wurde im wiedervereinigten Deutschland mit Lichterketten gegen Rechtsextremismus und Fremdenhass demonstriert, so etwa am 9. November 1992 in Hoyerswerda. In München organisierten vier Bürger, TV-Produzent Gil Bachrach, Journalist Giovanni di Lorenzo, Filmproduzent Christoph Fisser und die Werbeagentin Chris Häberlein mit 2500 Helfern am 6. Dezember 1992 die Münchner Lichterkette mit 400.000 Teilnehmenden. Zeitgleich fanden in weiteren bayerischen Städten weitere Lichterketten mit zehntausenden Teilnehmenden statt. In der Folge kam es in zahlreichen weiteren deutschen Städten zu Lichterketten-Demonstrationen, unter anderem in Hamburg mit 300.000 Teilnehmenden, in Essen mit 300.000 Teilnehmenden, in Berlin mit mehr als 200.000 Teilnehmenden, in Nürnberg mit 100.000 Teilnehmenden und in Leipzig mit bis zu 100.000 Teilnehmenden. Anlass waren eine Welle rechtsextremer Gewalt im wiedervereinigten Deutschland, wie die Ausschreitungen in Rostock-Lichtenhagen und der Mordanschlag von Mölln in der Nacht auf den 23. November 1992.

## Österreich
In der Folge der Münchner Lichterkette 1992 kam es auch in Österreich zu ähnlichen Kundgebungen. Im Januar 1993 fand das Lichtermeer statt, eine Demonstration gegen Fremdenfeindlichkeit und Intoleranz sowie insbesondere gegen ein von der FPÖ initiiertes „Anti-Ausländer“-Volksbegehren. Die Initiative zu diesen Aktionen ging anfangs nicht von Parteien oder anderen politischen Organisationen aus, sondern von Privatpersonen. Die zentrale Veranstaltung mit bis zu 300.000 Teilnehmern – die bislang größte Demonstration in Österreich – fand in Wien statt. Weitere Demonstrationen gab es in Graz, Linz, Innsbruck und Salzburg.

## Ostasien
In Ostasien haben sich Lichterdemomonstrationen seit Beginn der Neunzigerjahre zu einer wichtigen Form des Massenprotests entwickelt. In Hongkong fanden ab 1990 jährlich am 4. Juni Lichterdemonstrationen mit bis zu 150.000 Teilnehmenden statt, um der Opfer des Tian’anmen-Massakers zu gedenken. Ab 2020 wurden die Gedenkveranstaltungen unterbunden. In Südkorea stellen Lichterdemonstrationen einen wichtigen Teil der Protestkultur dar, etwa im Rahmen der Bewegung für den Rücktritt von Präsidentin Park Geun-hye.

## Weitere Beispiele
Die Lichterkette hat sich inzwischen zu einer gängigen Form der Demonstration entwickelt.
- Große Lichterketten-Aktionen gab es anlässlich des bevorstehenden Irakkrieges im Jahr 2003.

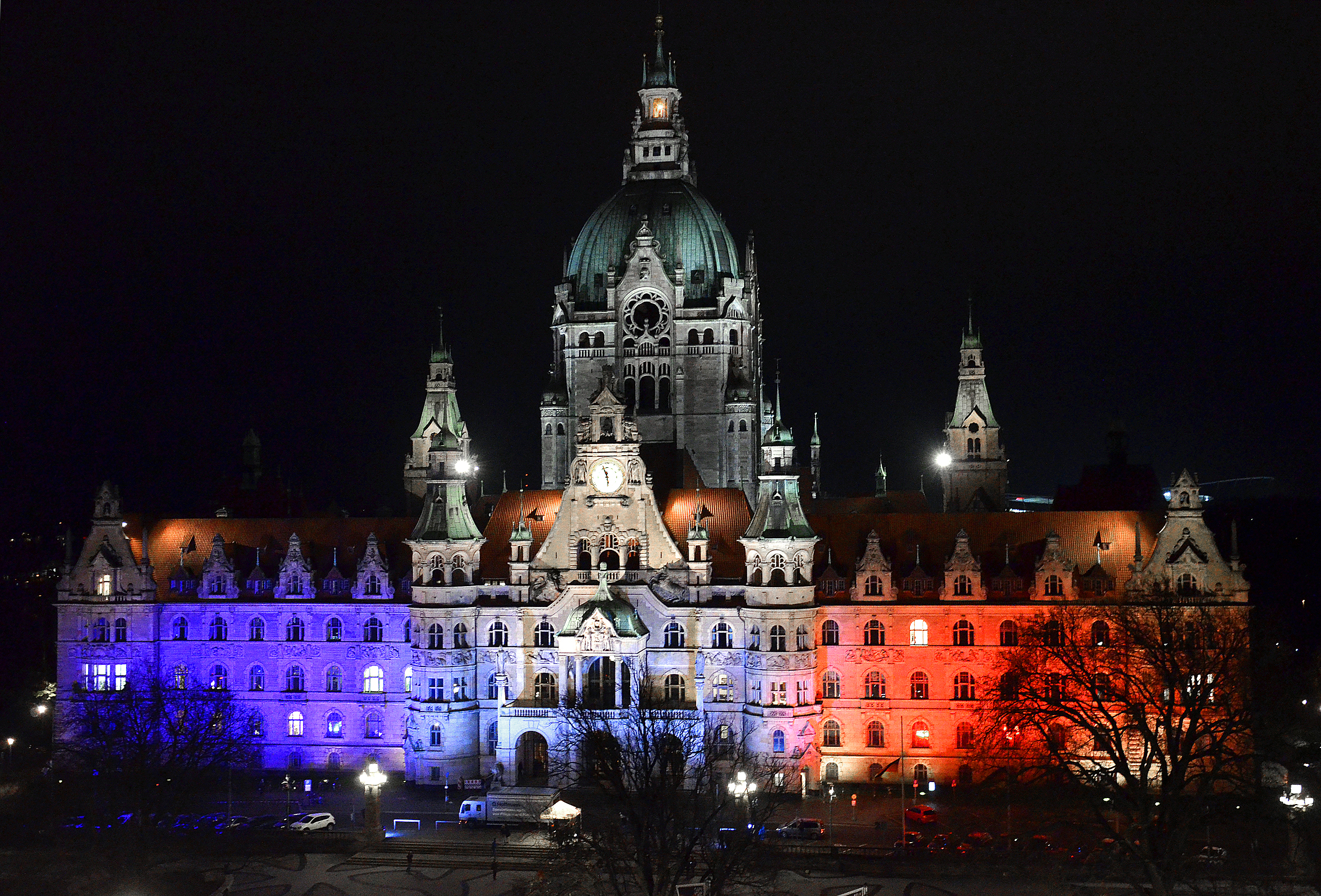
Das neue Rathaus in Hannover in den Farben von Frankreichs Trikolore als Hintergrund der Lichterkette

- Ein Zeichen für Toleranz und gegenseitige Akzeptanz haben mehr als 3000 Menschen am 5. Februar 2015 in Nordhorn gesetzt.[28]
- Um ein Zeichen zu setzen für Toleranz, Mitgefühl und Solidarität mit den Opfern der Terroranschläge am 13. November 2015 in Paris rief der Freundeskreis Hannover in Kooperation mit der Landeshauptstadt Hannover zur Bildung einer Lichterkette am 17. November 2015 auf. Zu dieser gemeinsam organisierten Veranstaltung wurde zunächst das Neue Rathaus der Stadt in den Farben der Trikolore illuminiert.
- Kirchenvertreter, Unternehmer, Lehrer und Schüler, ehemalige Einwohner, Politiker von SPD, Grünen, Linkspartei, Piraten und CDU, darunter Bundesinnenminister Thomas de Maizière fordern ein "friedliches und menschliches Miteinander" und führten am 10. Dezember 2015, dem "Tag der Menschenrechte, eine Lichterkette in Meißen durch.[29]
- Am 17. Oktober 2015 gingen tausende Berliner mit Kerzen auf die Straße. Auch Flüchtlinge kamen zur Lichterkette. Anlass für die Lichterkette war die bröckelnde Akzeptanz von Flüchtlingen in der Bevölkerung. Sie stand unter dem Motto „Flüchtlinge willkommen - Fluchtursachen überwinden - Lichtzeichen setzen“.[30]
- Anfang Januar 2016 fanden Lichterketten gegen das Rechtsbündnis in Leipzig statt.[31]
- Als Demonstration für den Bau des neuen Dokumentationszentrums der Gedenkstätte Feldscheune Isenschnibbe Gardelegen versammelten sich am 27. Januar 2017 mehrere Hundert Menschen mit Kerzen zu einer Lichterkette auf dem Baufeld für das geplante Gebäude in Gardelegen und bildeten dessen Grundriss nach.[32] Nach dieser friedlichen Versammlung von zivilgesellschaftlicher Seite bewilligte der Landtag von Sachsen-Anhalt die Haushaltsmittel für die Umsetzung des zuvor in Frage gestellten Bauvorhabens.[33]
- Die Stadt Neuenstein im Hohenlohischen setzte am 26. Januar 2019 mit einer Menschenlichterkette am Kulturbahnhof ein Zeichen gegen Fremdenhass. Anlass war der Brandanschlag am 20. Januar 2019 auf die dort geplante Flüchtlingsunterkunft.[34]
- Eine Lichterkette gegen Rassismus, Rechtsextremismus und Gewalt fand am 8. März 2017 in Berlin statt.[35]
- Unter dem Motto „Unsere Ministerien nicht in die Hände von Rechtsextremen“ veranstaltete SOS Mitmensch am 16. November 2017 eine Lichterkette mit 3000 bis 10.000 Teilnehmern am innerstädtischen Ballhausplatz in Wien.[36]
- Mehrere Hundert Menschen haben am 17. November 2019 in Merten-Bornheim an einer Aktion des Pfarrausschusses Merten teilgenommen und eine Lichterkette als Zeichen gegen Fremdenhass gebildet.[37]
- Eine Menschenlichterkette fand am 15. Dezember 2018 unter dem Motto „Für Toleranz und Solidarität! Gegen Rassismus, Fremdenfeindlichkeit und Antisemitismus“ in Harburg statt.[38]
- In einer Gedenkveranstaltungen für die Opfer des Amoklaufes von Winnenden und Wendlingen zum zehnjährigen Jahrestag fand am 11. März 2019 eine Lichterkette in Winnenden statt.[39]
- Am 2. Juli 2021 fand in Würzburg anlässlich des Anschlags am 25. Juni eine Lichterkette mit Hunderten Menschen statt.[40]

## Unterstützung von Projekten und Aktionen
Der ersten Lichterkettenaktion 1992 in München folgte die Gründung des gemeinnützigen Vereins Lichterkette e. V., das seitdem Projekte und Aktionen unterstützt, die im Sinne der Völkerverständigung die Begegnung, den interkulturellen Austausch und das friedliche Zusammenleben von Menschen unterschiedlicher Herkunft in München fördern. Hierzu finden laufend Veranstaltungen und Aktionen statt. Eines der Projekte ist Youthnet, ein interkulturelles und interreligiöses Netzwerk für München. Dort begegnen sich Jugendliche mit christlichem, muslimischem, jüdischem, ezidischem und anderem Hintergrund.